# Know Your Enemy
För Green Days låt Know Your Enemy, se Know Your Enemy (sång).
Know Your Enemy är ett album av den walesiska rockgruppen Manic Street Preachers, utgivet i mars 2001.
Från albumet släpptes singlarna "Found That Soul", "So Why So Sad", "Ocean Spray" och "Let Robeson Sing".

## Låtlista
1. "Found That Soul" - 3:06
2. "Ocean Spray" - 4:11
3. "Intravenous Agnostic" - 4:02
4. "So Why So Sad" - 4:02
5. "Let Robeson Sing" - 3:46
6. "The Year of Purification" - 3:40
7. "Wattsville Blues" - 4:29
8. "Miss Europa Disco Dancer" - 3:52
9. "Dead Martyrs" - 3:23
10. "His Last Painting" - 3:16
11. "My Guernica" - 4:56
12. "The Convalescent" - 5:54
13. "Royal Correspondent" - 3:31
14. "Epicentre" - 6:26
15. "Baby Elián" - 3:37 (om Elián González)
16. "Freedom of Speech Won't Feed My Children" - 3:00